# Gingolx
Gingolx (engelska: Kincolith) är en ort i Kanada.   Den ligger i Regional District of Kitimat-Stikine och provinsen British Columbia, i den sydvästra delen av landet, 3 900 km väster om huvudstaden Ottawa. Gingolx ligger 5 meter över havet och antalet invånare är 341.
Terrängen runt Gingolx är bergig åt nordost, men åt sydväst är den kuperad. Havet är nära Gingolx söderut. Trakten är glest befolkad. Det finns inga andra samhällen i närheten. 